# يوشيوكي ماتسوياما
يوشيوكي ماتسوياما (松山 吉之) (ولد 31 يوليو 1966) هو لاعب كرة قدم ياباني سابق، شارك في كأس آسيا 1988.

## روابط خارجية
1. ↑  "معلومات عن يوشيوكي ماتسوياما على موقع national-football-teams.com". national-football-teams.com. مؤرشف من الأصل في 2020-03-14.
2. ↑  "معلومات عن يوشيوكي ماتسوياما على موقع data.j-league.or.jp". data.j-league.or.jp. مؤرشف من الأصل في 2018-08-24.

(باليابانية) Japan Football Association official site
- يوشيوكي ماتسوياما على موقع رابطة كرة القدم اليابانية للمحترفين (اليابانية)
- يوشيوكي ماتسوياما على موقع قاعدة بيانات كرة القدم.إي يو (الإنجليزية)
- يوشيوكي ماتسوياما على موقع ناشيونال فوتبول تيمز (الإنجليزية)
- يوشيوكي ماتسوياما على موقع عالم كرة القدم.نت (الإنجليزية)